# Dorpenomloop Rucphen 2017
La 41e édition de Dorpenomloop Rucphen a eu lieu le 12 mars 2017. Elle fait partie du calendrier UCI Europe Tour 2017 en catégorie 1.2. La course est remportée par le Néerlandais Maarten van Trijp (Metec-TKH-Mantel).

## Présentation

### Équipes
| Équipes continentales professionnelles (3)- Roompot-Nederlandse Loterij - Wanty-Groupe Gobert - Sport Vlaanderen-Baloise Équipes continentales (13)- Metec-TKH-Mantel - SEG Racing Academy - Delta Cycling Rotterdam - Destil-Jo Piels - Bike Channel-Canyon - Differdange-Losch - Coop - Riwal Platform - Monkey Town Continental - Tarteletto-Isorex - Lotto-Kern-Haus - Baby-Dump - Rad-net Rose Équipe régionale et de club- BMC Development |
| |

## Classements

### Classement final
La course est remportée par le Néerlandais Maarten van Trijp (Metec-TKH-Mantel).
| \| Classement général \| Classement général \| Classement général \| Classement général \| Classement général \| \| Coureur \| Coureur \| Pays \| Équipe \| Temps \| \| ------------------ \| ------------------ \| ------------------ \| --------------------------- \| ------------------ \| \| 1er \| Maarten van Trijp \| Pays-Bas \| Metec-TKH-Mantel \| 4 h 09 min 17 s \| \| 2e \| Fabio Jakobsen \| Pays-Bas \| SEG Racing Academy \| + 14 s \| \| 3e \| Raymond Kreder \| Pays-Bas \| Roompot-Nederlandse Loterij \| + 14 s \| \| 4e \| Danilo Napolitano \| Italie \| Wanty-Groupe Gobert \| + 14 s \| \| 5e \| Elmar Reinders \| Pays-Bas \| Roompot-Nederlandse Loterij \| + 14 s \| \| 6e \| Luuc Bugter \| Pays-Bas \| Delta Cycling Rotterdam \| + 14 s \| \| 7e \| Peter Schulting \| Pays-Bas \| Destil-Jo Piels \| + 14 s \| \| 8e \| Preben Van Hecke \| Belgique \| Sport Vlaanderen-Baloise \| + 14 s \| \| 9e \| Tanguy Turgis \| France \| BMC Development \| + 14 s \| \| 10e \| Tim Ariesen \| Pays-Bas \| Roompot-Nederlandse Loterij \| + 14 s \| |                   |          |                             |                 |
| |                   |          |                             |                 |
| Sources : ProCyclingStats Cycling Quotient Cycling Archives |                   |          |                             |                 |
| Classement général |                   |          |                             |                 |
| Coureur | Coureur           | Pays     | Équipe                      | Temps           |
| 1er | Maarten van Trijp | Pays-Bas | Metec-TKH-Mantel            | 4 h 09 min 17 s |
| 2e | Fabio Jakobsen    | Pays-Bas | SEG Racing Academy          | + 14 s          |
| 3e | Raymond Kreder    | Pays-Bas | Roompot-Nederlandse Loterij | + 14 s          |
| 4e | Danilo Napolitano | Italie   | Wanty-Groupe Gobert         | + 14 s          |
| 5e | Elmar Reinders    | Pays-Bas | Roompot-Nederlandse Loterij | + 14 s          |
| 6e | Luuc Bugter       | Pays-Bas | Delta Cycling Rotterdam     | + 14 s          |
| 7e | Peter Schulting   | Pays-Bas | Destil-Jo Piels             | + 14 s          |
| 8e | Preben Van Hecke  | Belgique | Sport Vlaanderen-Baloise    | + 14 s          |
| 9e | Tanguy Turgis     | France   | BMC Development             | + 14 s          |
| 10e | Tim Ariesen       | Pays-Bas | Roompot-Nederlandse Loterij | + 14 s          |